# آلتای (خوفد)
شهرستان آلتای (به زبان مغولی: Алтай сум، [Altaj sum]؛ ᠠᠯᠲᠠᠢ ᠰᠤᠮᠤ، [altai sumu]) یک شهرستان (سُوم) در مغولستان است که در استان خوفد واقع شده‌است.

## تقسیمات اداری
شهرستان آلتای متشکل از ۵ قصبه (باغ) می‌باشد، شامل:
- آلتان‌غاداس (مغولی: Алтан гадас баг، [Altan gadas bag]؛ ᠠᠯᠲᠠᠨ ᠭᠠᠳᠠᠰᠤ ᠪᠠᠭ، [altan ɣadasu baɣ])
- بارلاغ (مغولی: Барлаг баг، [Barlag bag]؛ ᠪᠠᠷᠯᠤᠭ ᠪᠠᠭ، [barluɣ baɣ])
- بایان‌غول (مغولی: Баянгол баг، [Bajangol bag]؛ ᠪᠠᠶᠠᠨ ᠭᠣᠤᠯ ᠪᠠᠭ، [bayan ɣoul baɣ])
- بودونچ (مغولی: Бодонч баг، [Bodonč bag]؛ ᠲᠠᠬᠢᠯᠲᠤ ᠪᠠᠭ، [boduŋči baɣ])
- تاخیلت (مغولی: Тахилт баг، [Taxilt bag]؛ ᠲᠠᠬᠢᠯᠲᠤ ᠪᠠᠭ، [taqiltu baɣ])